# Грегор Урбас
Гре́гор У́рбас (Gregor Urbas, також зустрічається невірна транслітерація Урбаш ; *20 листопада 1982, Єсеніце, Словенія) — словенський фігурист, що виступає у чоловічому одиночному фігурному катанні. 
Г.Урбас є найкращим фігуристом своєї країни (6-е місце на Чемпіонаті світу з фігурного катання серед юніорів у 2002 році лишається найкращим досягненням словенського фігурного катання за всю його історію), дев'ятиразовий переможець Національної першості з фігурного катання (2001—09 роки, поспіль). Найкращими досягненнями фігуриста на міжнародних змаганнях лишаються входження до чільної десятки Чемпіонату Європи з фігурного катання (9-е місце у 2007 році у Варшаві) і 17-а позиція на ЧС з фігурного катання 2008 року, Г.Урбас — учасник ХХ Зимової Олімпіади (Турин, 2006), де зайняв 29-у позицію, неодноразовий учасник і призер міжнародних змагань з фігурного катання (переможець турнірів «Золотий ковзан Загреба», 2006—08 рр. поспіль, срібний призер Меморіала Карла Шефера 2006 року, переможець у 2007 і бронзовий призер у 2003 і 2008 рр. Меморіала Ондрея Непела).
2009 року, посівши на Чемпіонаті світу 21-е місце, завоював для себе право представити Словенію в олімпійському турнірі фігуристів-одиночників на XXI зимових Олімпійських іграх (Ванкувер, Канада, 2010), де втім вкрай невдало відкатав коротку програму і не кваліфікувався для виконання довільної, фінішувавши на 27-му місці змагань (із 30-ти). Також у сезоні 2009/2010 показав 18-й результат на ЧЄ—2010 з фігурного катання.

## Спортивні досягнення

### після 2002 року
| Змагання/Сезони                         | 2002/2003 | 2003/2004 | 2004/2005 | 2005/2006 | 2006/2007 | 2007/2008 | 2008/2009 | 2009/2010 |
| --------------------------------------- | --------- | --------- | --------- | --------- | --------- | --------- | --------- | --------- |
| Зимові Олімпійські ігри                 |           |           |           | 29        |           |           |           | 27        |
| Чемпіонати світу з фігурного катання    | 24        | 20        | 19 QR     | 22        | 22        | 17        | 21        |           |
| Чемпіонати Європи з фігурного катання   | 18        | 14        | 27        | 17        | 9         | 11        | 21        | 18        |
| Чемпіонати Словенії з фігурного катання | 1         | 1         | 1         | 1         | 1         | 1         | 1         |           |
| Зимові Універсіади                      |           |           |           |           | 6         |           |           |           |
| Етапи Гран-Прі: «Trophee Eric Bompard»  |           | 9         | 10        |           |           |           | 9         |           |
| Етапи Гран-Прі: «Cup of Russia»         |           |           |           |           | 11        | 12        |           |           |
| Етапи Гран-Прі: «Bofrost Cup»           |           | 5         |           |           |           |           |           |           |
| Меморіал Карла Шефера                   |           | 6         |           | 2         | 5         |           | 12        | 5         |
| Меморіал Ондрея Непела                  | 3         |           |           | 5         | 1         | 3         | 11        | 12        |
| Турніри «Золотий ковзан Загреба»        | 6         |           |           | 1         | 1         | 1         |           |           |
| Турніри «Triglav Trophy»                | 1         | 1         | 1         | 1         | 1         |           | 2         |           |
| Турніри «Slovenia Trophy»               | 1         | 1         | 1         |           |           |           |           |           |
| Турніри «Finlandia Trophy»              |           |           | 5         |           |           | 8         |           |           |
| Турніри «Nebelhorn Trophy»              | 13        | 10        |           |           |           |           |           | 18        |

### до 2002 року
| Змагання/Сезони                                    | 1997/1998 | 1998/1999 | 1999/2000 | 2000/2001 | 2001/2002 |
| -------------------------------------------------- | --------- | --------- | --------- | --------- | --------- |
| Чемпіонати світу з фігурного катання               |           |           |           | 30        | 28        |
| Чемпіонати Європи з фігурного катання              |           |           |           | 27        | 19        |
| Чемпіонати світу з фігурного катання серед юніорів | 23        | 17        | 23        | 13        | 6         |
| Чемпіонати Словенії з фігурного катання            | 1 J.      | 2         | 2         | 1         | 1         |
| Турніри «Золотий ковзан Загреба»                   |           | 9         | 7         | 15        | 12        |
| Турніри «Triglav Trophy»                           | 10 J.     | 2 J.      | 2 J.      | 1 J.      | 2 J.      |
| Турніри «Slovenia Trophy»                          | 1 J.      | 2         | 1         | 1         | 1         |
| Турніри «Nebelhorn Trophy»                         |           |           |           | 6         | 13        |
| Фінал юніорського Гран-Прі                         |           |           |           |           | 8         |
| Етапи юніорського Гран-Прі, Чехія                  |           |           |           |           | 5         |
| Етапи юніорського Гран-Прі, Болгарія               |           |           |           |           | 4         |
| Етапи юніорського Гран-Прі, Норвегія               |           |           |           | 4         |           |
| Етапи юніорського Гран-Прі, Україна                |           |           |           | 4         |           |
| Етапи юніорського Гран-Прі, Словенія               |           |           | 5         |           |           |
| Етапи юніорського Гран-Прі, Канада                 |           |           | 8         |           |           |
| Етапи юніорського Гран-Прі, Франція                |           | 10        |           |           |           |
| Етапи юніорського Гран-Прі, Німеччина              | 23        | 13        |           |           |           |
| Етапи юніорського Гран-Прі, Угорщина               | 13        |           |           |           |           |

- J = юніорський рівень; QR = кваліфікаційний раунд